# ケベニー山
ケベニー山（ロシア語、Кэбеней）とは、ユーラシア大陸東端部のカムチャツカ半島を縦走する山脈の1つであるスレジンヌイ山脈を構成する、山の1つである。

## 地理
ケベニー山の山頂の標高は、約1527 mである

。
この山はおおよそ北緯57度6分、東経159度56分付近に位置しており、この場所はスレジンヌイ山脈中部に当たり、ロシア連邦のカムチャツカ地方に属している。カムチャツカ半島は環太平洋造山帯の一部であり、活火山が多いことで知られており、そして現在のケベニー山も活火山であると考えられている

。
しかし、ケベニー山の完新世（最近の約1万年間）における噴火は知られておらず、もし仮に火山爆発指数が4を超える噴火が過去に起こっていたとするならば、それは少なくとも1万年以上前のことだろうと考えられている

。
なお、ケベニー山は楯状火山として形成されたとされている

。